# Янтарний телескоп
«Янтарне скло» (англ. The Amber Spyglass) — фантастичний роман Філіпа Пулмана, третя частина фантастичної трилогії «Темні матерії». Вийшла 2000 року.

## Сюжет
Події третього роману трилогії продовжують події попереднього. Місіс Колтер викрала свою дочку Ліру і тримає її, зачаровану, в гірській печері. Тим часом лорд Азріель збирає свою армію. Він хоче почати війну проти Церкви і проти самого Володаря — найпершого янгола, який після створення світу оголосив себе богом-творцем. Для перемоги лорду Азріель потрібні Вілл, носій магічного ножа і — Ліра Белаква, яка повинна стати новою Євою. Дізнавшись про роль Ліри, служителі Церкви посилають до неї священика — вбивцю. На допомогу до дівчинки приходять Вілл Паррі, Йорек Бірніссон, Мері Малоун та інші її друзі.
Ліра та Вілл разом переживають багато пригод, у тому числі відвідують світ мертвих, а також їм належить закохатись один в одного, проте, у фіналі їм доводиться розлучитися. Маріса Колтер і Лорд Азріель (батьки Ліри) гинуть, борючись з регентом Володаря — Метатроном.

## Екранізація
У 2007 році вийшла екранізація роману Північне сяйво під назвою «Золотий компас». Фільм був нещадно розкритикований критиками та прихильниками книжок, тож наступні два томи так і не було адаптовано у фільмовій формі.
У 2019 році стартував перший сезон серіалу Піраньї тьми, який, за задумом, стане екранізацією усієї трилогії.
Фінальний, третій сезон серіалу Піраньї тьми, який став екранізацією роману «Янтарний телескоп», вийшов в грудні 2022 року.

## Переклади українською
- Філіп Пуллман. Янтарне скло. Переклад з англійської: Сергій Савченко. Харків: КСД, 2004. 480 стор. ISBN 966-8511-77-8[1]
- Філіп Пулман. Янтарний телескоп. Переклад з англійської: Микола Байдюк. Київ: Nebo BookLab Publishing, 2021. 512 с. ISBN 978-617-7914-13-5[2]

Видання у КСД пережило чотири передруки: у 2005, 2006, 2007 і 2008 роках.